# 하마 대작전
《하마 대작전》(이탈리아어: Io sto con gli ippopotami)은 1979년 개봉한 이탈리아의 영화이다.

## 출연

### 주연
- 테렌스 힐 : 슬림 역
- 버드 스펜서 : 톰 역

### 조연
- 조 바그너 : 오먼드 역
- 메이 들라미니 : 마마 레오네 역
- 돈 위르겐스 : 스텔라 역
- 벤 마신가 : 제이슨 역